# Zbroja biało-czarna

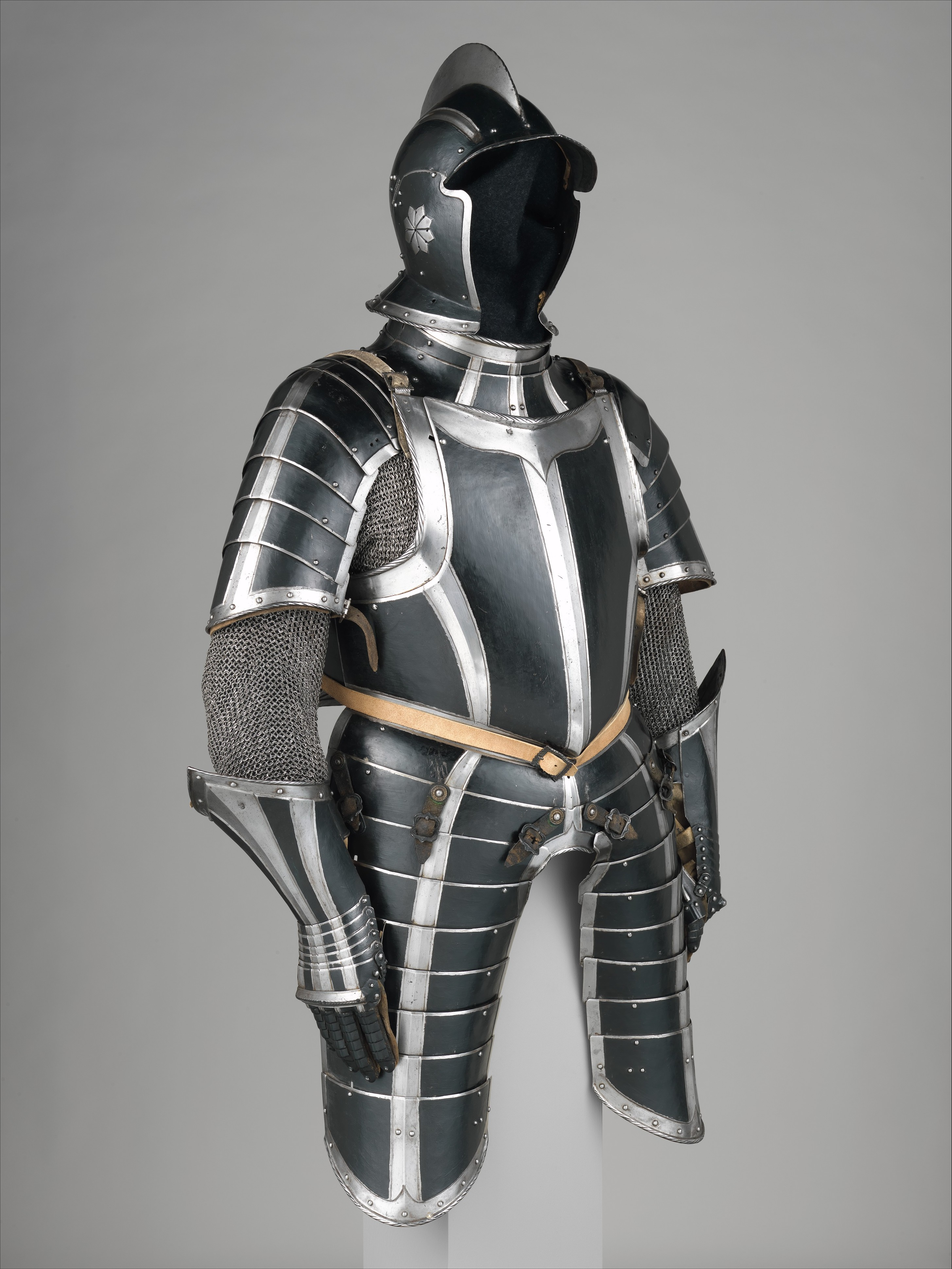
Zbroja biało-czarna

Zbroja biało-czarna – rodzaj ozdobnego wykańczania zbroi płytowej, popularnie stosowany w 2 połowie XVI w. na terenach Świętego Cesarstwa Rzymskiego, oraz w państwach pozostających pod wpływem płatnerstwa niemieckiego.
Cechą charakterystyczną tego typu zbroi, było czernienie części płyt pancerza, przy jednoczesnym wykańczaniu pozostałych (bądź ich fragmentów) przez polerowanie „na biało”. Części polerowane wysunięte były ponad części poczernione, jako szerokie pasy biegnące wzdłuż zbroi. Stosowanym niekiedy dodatkowym elementem zdobniczym były polerowane bordiury na krawędziach płyt.